# Christine Beauchamp (seudónimo)
Christine "Sally" Beauchamp era el seudónimo de una mujer, en realidad llamada Clara Norton Fowler, estudiada por el neurólogo estadounidense Morton Prince entre 1898 y 1904. Fue una de las primeras personas a las que se les diagnosticó personalidad múltiple (ahora trastorno de identidad disociativo). Prince informó sobre su caso en su libro de 1906. 

## Historia

### Antecedentes
Saul Rosenzweig, en 1987, comenta sobre la infancia traumática que se ha descubierto de Beauchamp, además de los aspectos que mencionó Prince en su libro sobre lo mucho que su madre detestaba y descuidaba a Beauchamp. Cuando tenía 7 años, el hermano de la joven falleció. Después falleció su madre, a quien idolatraba pese a sufrir maltrato, cuando Beauchamp tenía 13 años. Durante al menos los tres años siguientes, mientras vivía con su padre violento, estuvo en un periodo de depresión, hasta que huyó de casa a sus 16 años. Alrededor de sus 14 años eran notables sus estados de trance, donde despertaba en un lado distinto, caminando a un lado opuesto a donde se dirigía en un inicio. Era una brillante estudiante y trabajaba de enfermera en un hospital para niños hasta que conoció a Prince.

### Tratamiento
En la primavera de 1898, Beauchamp era una estudiante modesta de ascendencia americana irlandesa de 22 años cuando acudió a Morton Prince, un neurólogo de Boston. Prince la describe como una joven educada, con gustos literarios que la califican como bibliófila, pero ocultaba sus conflictos internos y perturbaciones hasta ser incapaz de hablar de sí misma. Sufría de dolores de cabeza, fatiga, abulia, episodios de trance recurrentes, y era considerada inicialmente como un caso de neurastenia. 
Prince descubrió, por medio de la hipnosis, que la joven Beauchamp exhibía al menos cuatro estados alternos con diferentes niveles de conocimiento de la otra. Prince describe: "aunque haciendo uso del mismo cuerpo, cada una... tiene un carácter claramente diferente... manifestado por diferentes líneas de pensamiento... puntos de vista, creencias, ideales y temperamento, y por diferentes adquisiciones, gustos, hábitos, experiencias y recuerdos...". Su intención era la de reintegrarlas en una única personalidad, lo que llamaba "la Beauchamp real".
Las partes de Beauchamp eran:
- B I. La señorita Beauchamp, pero todavía no "la real", es la deprimida e inhibida.
- B II. El estado hipnótico, no considerado como una parte de personalidad compleja.
- B III. Chris, quien luego se llamaría Sally. La traviesa. Experimentaba anestesia funcional.[4]
- B IV. Sin nombre, pero a quien Sally llamaba "la idiota". Realista y coconsciente.

## Vida posterior
Se ha dicho que Beauchamp se casó con el Dr. George Arthur Waterman, un neurólogo de Boston y compañero de Prince. Y es que Prince había comentado que la señorita Beauchamp estaba curada y se había casado. Sin embargo, parece haber confusión con una mujer llamada R. E. Forrest (la esposa de Waterman), y otra mujer llamada Claire Brenner, cuyas identidades son desconocidas. 

## Importancia
Este caso fue ampliamente citado en textos de psicología anormal y psiquiátricos como el "caso prototípico" de trastorno de identidad disociativo a partir de la década de 1960. Ha sido citado también en otros trabajos como en el libro Las Tres Caras de Eva (caso Chris Costner Sizemore).
Fue inspiración de obras de Broadway como The Climax de Edward Locke. También un par de películas llamadas The Case of Becky (1915, 1921). Una nota también apareció en la antigua revista The Ladies' Home Journal, llamada "How One Girl Lived Four Lives" (1908). 